# Raión de Skole
Skole (en ucraniano: Сколівський район) fue un raión o distrito de Ucrania en el óblast de Leópolis. En la reforma territorial de 2020, su territorio fue incluido en el raión de Stry.
Comprendía una superficie de 1471 km².
La capital era la ciudad de Skole.

## Demografía
Según estimación 2010 contaba con una población total de 50310 habitantes.

## Otros datos
El código KOATUU es 4624500000. El código postal 82600 y el prefijo telefónico +380 3251.